# جدول مدال المپیک
جدول مدال المپیک روشی برای مرتب‌سازی مدال کشورها در المپیک و پارالمپیک امروزی است. کمیته بین‌المللی المپیک (آی‌اُسی) به‌طور رسمی رتبه‌بندی کشورهای شرکت کننده در بازی‌های المپیک را به رسمیت نمی‌شناسد. با این وجود، آی‌اُسی آمار مدال‌ها را برای مقاصد اطلاعاتی منتشر می‌کند و تعداد کل مدال‌های المپیک را توسط ورزشکارانی که نماینده کمیته ملی المپیک مربوطِ هر کشور به دست آورده‌اند، نشان می‌دهد. کنوانسیون مورد استفاده آی‌اُسی این است که بر اساس تعداد مدال‌های طلایی که ورزشکاران یک کشور کسب کرده‌اند، مرتب شود. در صورت مساوی بودن تعداد مدال‌های طلا، تعداد مدال‌های نقره و سپس تعداد مدال‌های برنز در نظر گرفته می‌شود. اگر دو کشور دارای تعداد مساوی مدال‌های طلا، نقره و برنز باشند، آنها در جدول بر اساس حروف الفبا بر اساس کد آی‌اُسی کشور مرتب می‌شوند.

## پس‌زمینه
منشور المپیک، فصل ۱، بخش ۶ بیان می‌کند که:
بازی‌های المپیک مسابقاتی است که بین ورزشکاران در مسابقات انفرادی یا تیمی برگزار می‌شود و نه بین کشورها…
منشور در فصل ۵، بخش ۵۷ حتی فراتر رفته و صراحتاً آی‌اُسی را از ایجاد رتبه رسمی منع می‌کند:
آی‌اُسی و کمیته بین‌المللی المپیک (OCOG) نباید هیچ رتبه‌بندی جهانی برای هر کشور تهیه کنند. فهرست افتخاری حاوی اسامی برندگان مدال و کسانی که دیپلم المپیک در هر رویداد دریافت کرده‌اند، توسط کمیته بین‌المللی المپیک ایجاد می‌شود و نام برندگان مدال باید به‌طور برجسته در استادیوم اصلی نمایش داده شود.
به گفته کوان گاسپر، عضو استرالیایی آی‌اُسی، آی‌اُسی در سال ۱۹۹۲ شروع به گنجاندن جداول مدال کرد و «اطلاعات» را بر اساس استاندارد «اول طلا» منتشر کرد. جداول مدال‌های ارائه شده در وب‌سایت آن دارای این سلب مسئولیت است:
کمیته بین‌المللی المپیک (آی‌اُسی) رتبه جهانی را به ازای هر کشور به رسمیت نمی‌شناسد. جداول مدال فقط برای اطلاعات نمایش داده می‌شود. علاوه بر این، نتایجی که ما منتشر می‌کنیم رسمی است و از «گزارش رسمی» - سندی که برای هر بازی المپیک توسط کمیته سازماندهی منتشر می‌شود - گرفته شده است. با این حال، برای اولین بازی‌های المپیک (تا آنتورپ در سال ۱۹۲۰)، ارائه تعداد دقیق مدال‌های اهدا شده به برخی از کشورها دشوار است، زیرا تیم‌ها از ورزشکاران کشورهای مختلف تشکیل شده بودند. جدول مدال‌ها بر اساس کشور بر اساس تعداد مدال‌های کسب شده است و مدال‌های طلا بر نقره و برنز اولویت دارند. یک پیروزی تیمی یک مدال محسوب می‌شود.

### گزارش‌های رسمی
هر کمیته سازماندهی بازی‌های المپیک (به استثنای سال ۱۹۰۴) پس از پایان بازی‌ها گزارش رسمی منتشر کرده است که از جمله نتایج هر رویداد را فهرست می‌کند. برخی از گزارش‌های اولیه شامل رتبه‌بندی کلی ملی، از جمله موارد مربوط به سال‌های ۱۹۰۸، ۱۹۱۲، (۱۹۲۴ تابستان و زمستان) و (۱۹۲۸ زمستان) بود. جداول ۱۹۱۲ و ۱۹۲۴ به عنوان «رسمی» توصیف شده‌اند در حالی که جدول ۱۹۲۸ «غیررسمی» است.
گزارش بازی‌های زمستانی ۱۹۳۲ می‌گوید: «در بازی‌های المپیک امتیاز رسمی وجود ندارد» و به نقل از قانون کلی منشور المپیک ۱۹۳۰ «در بازی‌های المپیک هیچ طبقه‌بندی بر اساس امتیاز وجود ندارد». بیان می‌کند که سازماندهی تیم‌ها در کشور «عمدتاً برای راحتی عملی» است و رتبه‌بندی کشورها «بی‌عدالتی بزرگی برای کشورهای کوچک‌تر» است. این گزارش ادامه می‌دهد که «تجربه همه بازی‌های المپیک قبلی بوده است که مطبوعات جهان اصرار دارند تا از جنبه رقابت ملی با ایجاد و انتشار امتیازی کاملاً غیررسمی از سوی خود، اغلب بر اساس ۱۰، ۵، ۴، ۳، ۲ و ۱ امتیاز برای شش رتبه شناخته شده در جدول افتخار بهره‌برداری کنند. خود گزارش چنین جدولی را «برای مرجع آماده» ارائه می‌دهد.

### اهداف ملی
سازمان‌های تأمین مالی ورزش برخی از کشورها اهدافی را برای رسیدن به یک رتبه مشخص در جدول مدال‌ها، معمولاً بر اساس مدال طلا، تعیین کرده‌اند. به عنوان مثال می‌توان به استرالیا، ژاپن، فرانسه و آلمان اشاره کرد. بودجه برای ورزش‌هایی با چشم‌انداز مدالِ کم، کاهش می‌یابد.
پس از پیشنهاد موفقیت‌آمیز لندن برای میزبانی المپیک ۲۰۱۲، ورزش انگلستان درخواست کمک مالی را به وزارت فرهنگ، رسانه و ورزش ارائه کرد و «هدف آرمان‌آمیز» جایگاه چهارم در جدول مدال‌های ۲۰۱۲ را تعیین کرد تا پس از المپیک ۲۰۰۸ بررسی شود. هدف رتبه هشتم تعیین شد. اتحادیه المپیک بریتانیا خود را از تعیین اهداف جدا کرد. هنگامی که بریتانیا در سال ۲۰۰۸ چهارم شد، هدف سال ۲۰۱۲ در رتبه چهارم قرار گرفت و تیم در نهایت سوم شد.
مقام دهم ناامیدکننده استرالیا در جدول مدال‌ها در سال ۲۰۱۲ کمیسیون ورزش استرالیا را بر آن داشت تا برنامه‌ای ده ساله تهیه کند که شامل یک هدف «میان‌مدت» برای کسب رتبه در پنج رتبه برترِ بازی‌های المپیک تابستانی و پارالمپیک و در بازی‌های زمستانی در ۱۵ رتبه برتر باشند.
زمانی که توکیو برای بازی‌های المپیک تابستانی ۲۰۱۶ پیشنهاد داد، کمیته المپیک ژاپن در سال ۲۰۱۶ هدف خود را برای کسب مقام سوم در مدال طلا تعیین کرد که حتی پس از اهدای این بازی‌ها در سال ۲۰۰۹ به ریودوژانیرو، آن را حفظ کرد.

## سیستم‌های رتبه‌بندی
«من معتقدم که هر کشور آنچه را که برایش مناسب تر است برجسته می‌کند. یک کشور می‌گوید «مدال طلا». کشور دیگر خواهد گفت، «مجموع آمار محاسبه می‌شود.» ما هیچ موضعی در این مورد نداریم.»

ژاک روگ، رئیس آی‌اُسی
از آنجایی که آی‌اُسی مرتب‌سازی کشورها را یک سیستم رتبه‌بندی رسمی نمی‌داند، از روش‌های مختلفی برای رتبه‌بندی کشورها استفاده می‌شود. برخی از رتبه‌بندی‌ها بر اساس تعداد کل مدال‌هایی که این کشور دارد، تعیین می‌شود، اما بیشتر فهرست‌ها براساس مدال‌های طلا شمارش می‌شوند. با این حال، اگر دو یا چند تیم تعداد مدال‌های طلای یکسانی داشته باشند، مدال‌های نقره از بیشترین به کمترین و سپس مدال‌های برنز قضاوت می‌شوند.

### رتبه‌بندی تعداد مدال‌ها
سیستم رتبه‌بندی اول طلا که در بالا توضیح داده شد توسط اکثر رسانه‌های جهانی و همچنین آی‌اُسی استفاده می‌شود. در حالی که سیستم رتبه‌بندی اول طلا گهگاه توسط برخی رسانه‌های آمریکایی استفاده می‌شود، روزنامه‌های ایالات متحده عمدتاً جداول مدال‌ها را بر اساس تعداد کل مدال‌های کسب شده منتشر می‌کنند.
این تفاوت در رتبه‌بندی‌ها ریشه در روزهای اولیه بازی‌های المپیک دارد، زمانی که جداول مدال‌ها را منتشر یا به رسمیت نمی‌شناخت. در طول بازی‌های المپیک تابستانی ۲۰۰۸، چین و ایالات متحده به ترتیب در صدر مدال‌های طلا و مجموع مدال‌ها قرار گرفتند، و سپس دوباره در بازی‌های المپیک زمستانی ۲۰۱۰ که کانادا و ایالات متحده به ترتیب در رده‌بندی «اول طلا» به ترتیب اول و سوم شدند و از نظر مجموع مدال‌های کسب شده به ترتیب سوم و اول شدند. استثناهای دیگر بازی‌های المپیک تابستانی ۱۸۹۶، ۱۹۱۲ و ۱۹۶۴ است که ایالات متحده در تعداد مدال‌های طلا اول شد، اما در تعداد مدال‌های کل دوم شد. در یک کنفرانس خبری در ۲۴ اوت ۲۰۰۸ ژاک روگ، رئیس کمیته بین‌المللی‌المپیک تأیید کرد که کمیته بین‌المللی‌المپیک نظری در مورد هیچ سیستم رتبه‌بندی خاصی ندارد.
در نهایت، یک سوگیری ذاتی در این رتبه‌بندی مدال‌ها در برابر ورزش‌های تیمی مشاهده شده است. در حالی که در ورزش‌های انفرادی شانس‌های متعددی برای یک ورزشکار برای کسب مدال وجود دارد، در ورزش‌های تیمی گروهی از ورزشکاران تنها می‌توانند یک مدال برای کشور خود کسب کنند. اگر مسابقات شنای مردان و زنان با هم ترکیب شوند، نود مدال احتمالی وجود دارد که می‌توان با موفقیت در این ورزش به دست آورد. برعکس بسکتبال یا فوتبال هر کدام فقط دو مدال طلا دارند. این شرایط برای کشورهای دارای سنت قوی در ورزش‌های تیمی مضر است و باعث شده است که برخی سیستمی را پیشنهاد کنند که در آن تمام مدال‌های فردی که به اعضای تیم داده می‌شود شمارش شود. همچنین اشاره شده است که با وجود مدال‌ها به عنوان شاخص موفقیت المپیک، سیستم فعلی به عنوان انگیزه‌ای برای کشورها برای افزایش بودجه و حمایت از ورزش‌های فردی عمل می‌کند.

## در طول جنگ سرد
جنگ سرد حمایت قابل توجهی را برای اتخاذ یک سیستم رتبه‌بندی رسمی به همراه داشت و به سه کشور برتر مدال طلا، نقره و برنز در مراسم اختتامیه اهدا شد. فرمت‌های پیشنهادی در مورد اینکه چه تعداد امتیاز برای هر مدال طلا، نقره و برنز تعلق می‌گرفت متفاوت بود (در حالی که مدال‌های تیمی فقط یک بار شمارش می‌شد) — اما هیچ‌وقت به‌طور رسمی هیچ کاری انجام نشد. پس از پایان جنگ سرد، پشتیبانی برای انجام این کار به سرعت از بین رفت.

### مدل‌ها و رتبه‌بندی‌های اندازه جمعیت، منابع برای هر فرد و پیش‌بینی چند متغیره
پیش‌بینی‌ها و رتبه‌بندی‌های موفقیت ورزشی می‌توانند تک متغیره باشند، یعنی بر اساس یک متغیر مستقل، مانند اندازه جمعیت یک کشور و تعداد مدال‌ها تقسیم بر جمعیت کشور، یا چند متغیره، که در آن منابع به ازای هر فرد در قالب تولید ناخالص داخلی سرانه و سایر متغیرها گنجانده شده است.
منابع به ازای هر نفر به شکل تولید ناخالص داخلی سرانه در مقاله‌ای توسط گاردین که در بازی‌های المپیک تابستانی ۲۰۱۲ منتشر شد و دوباره توسط آزمایشگاه اخبار گوگل برای بازی‌های ریو ۲۰۱۶ گنجانده شده است. قبلاً در سال ۲۰۰۲، تحقیقات انجام شده توسط مگن باس  از دانشگاه نورث‌وسترن نشان داد که هم جمعیت بزرگ و هم تولید ناخالص داخلی سرانه بالا برای تولید مجموع مدال‌های بالا مورد نیاز است، و مدل‌های پیش‌بینی برای پیش‌بینی موفقیت با تحلیل چندمتغیره ساخته شده است. نتایج گذشته و مزیت کشور میزبان را نیز در نظر بگیرید.

### رتبه‌بندی وزنی
رتبه‌بندی‌های سیستماتیک بر اساس یک سیستم امتیاز وزنی با بیشترین امتیاز به مدال طلا نیز ابداع شده است. موارد استفاده شده در گزارش‌های رسمی عبارت بودند از:
- ۱۹۰۸: ۵:۳:۱ — مدال طلا ۵ امتیاز، مدال نقره ۳ امتیاز و مدال برنز ۱ امتیاز.[۵][۲۰]
- ۱۹۱۲: ۳:۲:۱ — گزارش همچنین این روش «سوئدی» را با روش «انگلیسی» ۵:۳:۱ مقایسه می‌کند.[۶]
- ۱۹۲۴: ۱۰:۵:۴:۳:۲:۱ — بنابراین برای مکان‌های ۴ تا ۶ امتیازی تعلق می‌گیرد، جایی که هیچ مدالی تعلق نمی‌گیرد.[۷] کمیته بین‌المللی المپیک ملزم به ثبت نام شش نفر اول در «جدول افتخار» در گزارش شد.
- ۱۹۲۸: ۴:۳:۲:۱ - بسته به اینکه گشت نظامی شامل می‌شود یا نه، مجموع مجزا لیست می‌شود، زیرا وضعیت آن با تأخیر به ورزش نمایشی تنزل یافت.[۹]
- ۱۹۳۲: مشابه سال ۱۹۲۴، و به عنوان طرح معمول در روزنامه‌ها توصیف می‌شود.[۱۰][۳۳]

سیستم‌های ۱۹۰۸ و ۱۹۲۴ امتیازات را برای رتبه‌بندی‌های مساوی به اشتراک می‌گذارند: به عنوان مثال، در یک تساوی دو طرفه برای رتبه دوم، هر کدام نیمی از مجموع امتیازات رتبه‌های دوم و سوم را دریافت می‌کنند.
در سال ۲۰۰۴، یک سیستم ۳:۲:۱ توسط انجمن معلمان جغرافیا استرالیا استفاده شد. این وزن دهی یک مدال طلا را به اندازه وزن یک مدال نقره و یک برنز در کنار هم ارزش گذاری می ند. در پاسخ به بحث و جدل در مورد رتبه مدال در سال ۰۰۸، جف زی کلاین در یک پست وبلاگ نیویورک تایمز سیستم ۴:۲:۱ را به عنوان مصالحه بین روش‌های کسب مدال‌ها و طلاهای اول پیشنهاد کرد. این سیستم‌ها در مکان‌های خاصی در زمان‌های خاص محبوب بوده‌اند، اما هیچ‌کدام از آنها در مقیاس بزرگ مورد استفاده قرار نگرفته‌اند.